# ميثاق سان سباستيان

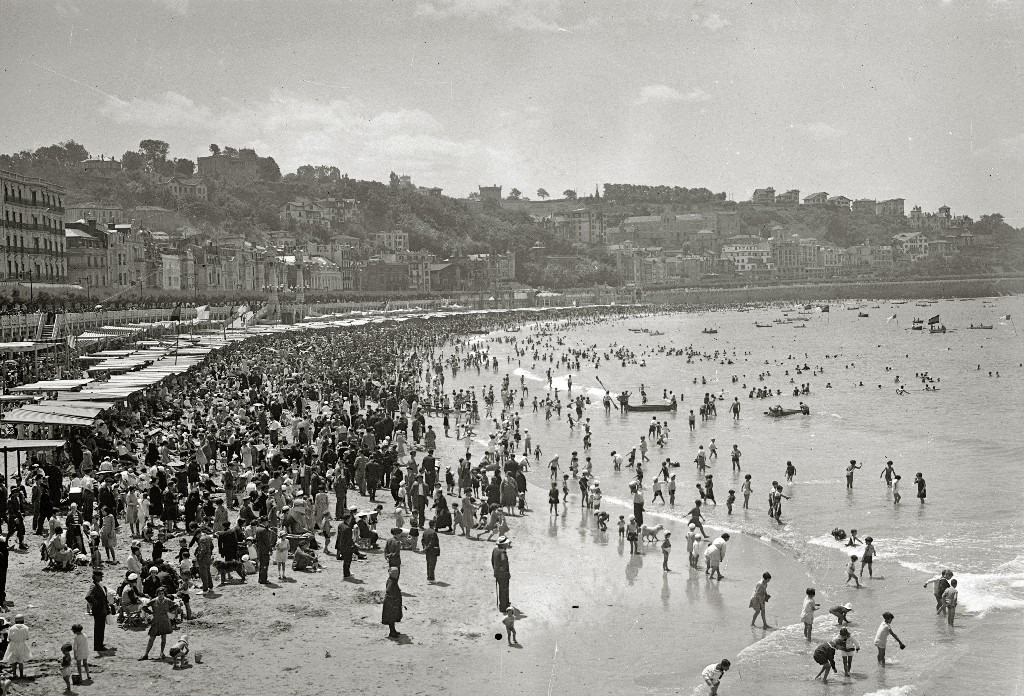
صورة لشاطئ سان سباستيان تعود إلى صيف عام 1930.

ميثاق سان سباستيان هو اجتماع سياسي بقيادة نيكيتو ألكالا زامورا وميغيل مورا والذي عقد في سان سباستيان - إسبانيا يوم 17 أغسطس 1930. وحضره ممثلون من جميع الحركات السياسية الجمهورية في إسبانيا في ذلك الوقت. وترأس الاجتماع فرناندو ساسيان (ممثل الاتحاد الجمهوري)، وكان من بين الحضور:
- الحزب الجمهوري الراديكالي: أليخاندرو ليروكس
- حزب العمل الجمهوري: مانويل أثانيا
- الحزب الجمهوري الاشتراكي الراديكالي: مارسيلينو دومينغو وألفارو دي ألبورنوز وآنخل غالارزا
- اليمين الجمهوري الليبرالي: نيكيتو الكالا زامورا وميغيل مورا
- حزب العمل الكتالاني: مانويل كاراسكو فورمغيرا
- حزب العمل الجمهوري الكاتالوني: ماتياس مولول بوش
- حزب دولة كتالونيا: خوام إغوادير
- المنظمة الجمهورية الجاليكية المستقلة: سانتياغو كاساريس كيروغا
- والذين أتوا ممثلين عن أنفسهم: إنداليسيو برييتو وفيليبي سانشيز وفرناندو ديلوس ريوس. لم يكن غريغوريو مارانيون قادرًا على الحضور لكنه أرسل رسالة تربطه بالمجموعة.

في الاجتماع تم تشكيل لجنة ثورية برئاسة الكالا زامورا. أصبحت هذه اللجنة في نهاية الأمر أول حكومة مؤقتة للجمهورية الإسبانية الثانية. كانت اللجنة على اتصال وثيق مع مجموعة من الجنود، بقصد إحداث انقلاب عسكري لصالح جمهورية. تم تحديد موعد الانقلاب في 15 ديسمبر 1930. ومع ذلك استعجل الكابتن فيرمين غالان ببدء الانتفاضة في 12 ديسمبر مما أدى إلى فشل الانقلاب. وأُعدم غالان والكابتن أنخيل غارسيا هرنانديز بالإعدام رميا بالرصاص.